# Avdelningen för kontraspionageverksamhet
Avdelningen för kontraspionageverksamhet (DKRO), ryska: Департамент контрразведывательных операций, ДКРО, är en avdelning inom ryska Ryska federationens federala säkerhetstjänst (FSB), vilken officiellt ansvarar för kontraspionage.

## Historik
DKRO bildades 1998 på basis av paragraf 9 i 1995 års federala lag 40-FZ, som utfärdades av presidenten Boris Jeltsin, och som fastställer kontraspionagets organisation i Ryssland.
FSB/DKRO övertog ansvaret för kontraspionage från Federala kontraspionagetjänsten. Denna efterträdde i sin tur KGB, vars Andra huvuddirektorat hade en lång historia av kontraspionage, vilken sträckte sig tillbaka till Tjekans tid 1917.

## Verksamhet
DKRO ansvarar för kontraspionage mot utlänningar i Ryssland, bland annat mot utländska underrättelseorganisationer, men också mot turister, journalister och anställda på utländska ambassader och konsulat. DKRO har gjort sig känd för trakasserier av västerländska diplomater och journalister. År 2023 arresterade DKRO den amerikanske Wall Street Journal-journalisten Evan Gershkovich.
DKRO har varit aktiv i Rysslands invasion i Ukraina.

## Chefer[2]
- Dmitri Minaev[2]
- Alexej Komkov (2019–)[2]
- Alexander Vasilievitj Zhomov[2][6]